# Gigantophis
Gigantophis ist eine Gattung aus der ausgestorbenen Familie der Madtsoiidae innerhalb der Schlangen. Das bekannte Fossilmaterial besteht aus mehreren Wirbeln und teils zusammengehörigen Abschnitten der Wirbelsäule. Es stammt von mehreren Fundstellen im nördlichen Afrika, darunter die bedeutende Fossillagerstätte des Fayyum. Die Reste datieren in das Obere Eozän vor etwa 37 bis 35 Millionen Jahren. Einzelne Funde aus Südasien sind in ihrer genauen Zuweisung umstritten. Die Wirbel zeichnen sich durch ihre große und breite Gestalt aus. Sie verweisen auf Tiere, die möglicherweise rund 7 m lang wurden und damit zu den größten fossilen Schlangen gehören. Wissenschaftlich benannt wurde Gigantophis im Jahr 1901. Zum Teil bestehen Abtrennungsprobleme zur nahe verwandten Gattung Madtsoia. Es ist eine Art anerkannt.

## Merkmale
Gigantophis war ein großer Angehöriger der Madtsoiidae. Bisher liegen fast ausnahmslos Wirbel vor, die den mittleren bis hinteren Abschnitt des Körpers zugeordnet werden können. Aussagekräftiges Schädelmaterial fehlt. Der Wirbelkörper (Centrum) wies eine Breite von 28 bis 41 mm auf. Die Breite der Wirbel über die vorderen Gelenkfortsätze (Präzygapophysen) gemessen betrug 44 bis 66 mm, über die hinteren (Postzygapophysen) 42 bis 64 mm. Die Gesamthöhe bis zum Dornfortsatz maß 47 bis 60 mm. Die sich daraus ergebende sehr breite Form kann als typisch für die Madtsoiidae aufgefasst werden. Die Maße sind etwa übereinstimmend mit jenen von Madtsoia, erreichen jedoch nicht jene von Vasuki. Die Gelenkfläche (Cotyle) des Wirbelkörpers wies eine ovale Form auf. Der umseitig gelegene Gelenkkörper (Condyle) war oben und unten verschmälert. Der Neuralkanal öffnete sich in Gestalt eines Dreiblatts, was ebenfalls für Madtsoia belegt ist, bei Vasuki zeigte er sich jedoch eher nierenartig, während er bei Wonambi elliptisch war. Zu den Wirbeln des hinteren Körperbereichs hin verschmälerte er sich oben und unten etwas. Der um den Neuralkanal angeordnete Wirbelbogen war teils massiv ausgebildet. Darüber erhob sich der Dornfortsatz, der bei Gigantophis im Gegensatz zu den meisten Vertretern der Madtsoiidae nicht sehr hoch aufragte. Seine Länge nahm rund 15 bis 21 % der gesamten Wirbelhöhe ein, die absoluten Werte reichten von 9 bis 12 mm. Er wies zudem deutlich schräg nach hinten mit einem Winkel von etwa 30 °. Dies stimmt mit zahlreichen anderen Formen der Madtsoiidae überein, bei Vasuki war der Dornfortsatz hingegen nicht so markant geneigt.

## Fossilfunde
Gigantophis ist von mehreren Fundstellen in Nordafrika überliefert. Das bedeutendste Fundmaterial stammt aus dem Fayyum im nördlichen Ägypten. Hierbei handelt es sich um eine der bedeutendsten Fossillagerstätten des Paläogens Afrikas. Die fossilreichen unteren marinen und oberen terrestrischen Ablagerungen zeigen die Veränderungen der Region von einem Flachmeergebiet hin zu einer küstennahen Landschaft über den Zeitraum vom Mittleren Eozäns bis in das Oligozän. Reste von Gigantophis wurden aus mehreren Lokalitäten geborgen, die allesamt den höheren landgebundenen Sequenzen zugehören. Das vermutlich älteste kam an der Fundstelle BQ-2 zu Tage, einem sehr fossilreichen Punkt nahe der östlichen Spitze des Qarun-Sees. Sie liegt im unteren Abschnitt der Qasr-el-Sagha-Formation und datiert in das Obere Eozän mit einem absoluten Alterswert um 37 Millionen Jahren. Es handelt sich um zwei Wirbel aus dem mittleren Körperabschnitt, von denen einer wohl einem Jungtier zugesprochen werden kann. Weitere Funde lassen sich ebenfalls der gleichen Gesteinseinheit zuweisen, ihre genaue Fundlage ist aber mit Ausnahme einer nördlichen Position zum Qarun-See unbekannt. Dazu zählt auch das für die Gattung definierende Material, eine partiell erhaltene Wirbelsäule aus 20 Einzelelementen zuzüglich zweier Rippen. Hinzu kommen drei artikulierte Wirbel und einige Einzelfunde. Ein Unterkieferfragment wird häufig ebenfalls zu Gigantophis verwiesen, aufgrund fehlender Vergleichsstücke ist dies jedoch nicht eindeutig. Außerhalb des ägyptischen Fundgebietes wurde ein einzelner Wirbel aus Dor el-Talha in Libyen berichtet. Die ebenfalls bedeutende Lagerstätte ist etwa zeitgleich zum Fayyum einzuordnen.
Zwei zusammengehörige Wirbel des mittleren bis hinteren Körperabschnittes wiederum sind der Khadro-Formation im südlichen Pakistan zuzuweisen. Mit einer Stellung im Unteren Paläozän könnten sie die ältesten Nachweise von Gigantophis bisher bilden, ihre Zugehörigkeit zur Gattung ist jedoch nicht unumstritten.

## Paläobiologie
In einer ersten Stellungnahme aus dem Jahr 1901 bezeichnete Charles William Andrews Gigantophis als eine der größten bekannten Schlangen, deren Länge bei einer ähnlichen Proportion wie bei den heutigen Pythons rund 30 feet (etwa 9 m) betragen haben sollte. Eine provisorische Studie aus dem Jahr 2004 schlussfolgerte anhand von Vergleichen mit heutigen Schlangen und der Rekonstruktion der Wirbelposition im Schlangenkörper eine Länge von 9,3 bis 10,7 m. Mit einem verfeinerten Modell, welches zusätzlich die Wirbelbreite unter anderem bei heutigen Boas und Pythons berücksichtigte, ließ sich in neueren Studien eine Gesamtlänge von Gigantophis von rund 6,9 m ermitteln. Hierbei bezieht sich die Maßangabe auf die Wirbelbreite an den hinteren Gelenkfortsätzen im mittleren Körperabschnitt. Dieser Wert kann nur als Annäherung gesehen werden, da der vollständige Körperbau der Madtsoiidae und daher eventuelle Variationen entlang der Wirbelsäule unbekannt sind. Dennoch gehört Gigantophis damit zu den größten bekannten Vertretern der Madtsoiidae und der fossilen Schlangen überhaupt.

## Systematik
Gigantophis ist eine Gattung aus der ausgestorbenen Familie der Madtsoiidae innerhalb der Unterordnung der Schlangen (Serpentes). Die Madtsoiidae stellen eine sehr erfolgreiche Gruppe der Schlangen dar. Sie traten erstmals im Cenomanium der Oberkreide vor rund 100 Millionen Jahren auf, verschwanden dann aber wieder im ausgehenden Pleistozän. Dennoch umfasst ihr Vorkommen fast 70 % der Entwicklungsgeschichte der Schlangen. Die hauptsächlichen Fundgebiete bilden die Bereiche des ehemaligen Gondwana mit den heutigen Kontinenten Südamerika, Afrika und Australien sowie den größeren Landmassen von Madagaskar und Indien. Darüber hinaus sind vereinzelt auch Funde aus dem südlichen Europa belegt. Die genauen  stammesgeschichtlichen Verwandtschaftsverhältnisse sind bisher nicht eindeutig geklärt. Häufig werden die Madtsoiidae als basale Einheit der Schlangen eingestuft, einige Forscher gruppieren sie jedoch auch mit den Alethinophidia innerhalb der Kronengruppe der Schlangen. Es besteht zudem auch die Ansicht einer Position außerhalb der Schlangen. Grund für diese variablen Ansichten ist die fragmentarische Natur der Fossilreste der Madtsoiidae.
Den Madtsoiidae werden über ein Dutzend Gattungen zugerechnet. Neben mehreren kleinen und mittelgroßen Formen zählen hierzu auch einige der längsten Schlangen, die bisher bekannt sind. Phylogenetischen Analysen zufolge kann Vasuki als der nächste Verwandte von Gigantophis aufgefasst werden. Diese Form kam im Mittleren Eozän im heutigen nordwestlichen Indien vor. Ebenfalls in einer engeren Beziehung steht eine zu Madtsoia gestellte Art wiederum aus Indien, wobei die Gattung aber höchstwahrscheinlich paraphyletisch ist. Die zugrundeliegenden Daten befürworten aber nur ein ungefähres Verhältnis, da aussagekräftigeres Schädelmaterial fehlt.
Die Gattung Gigantophis wurde im Jahr 1901 von Charles William Andrews wissenschaftlich erstbeschrieben. Er nutzte hierfür mehrere Funde aus der Qasr-el-Sagha-Formation der bedeutenden Fossillagerstätte des Fayyum im nördlichen Ägypten, welche dem Oberen Eozän angehört. Hierbei bestimmte Andrews allerdings kein Typusmaterial, verwies aber unter anderem auf teilweise artikulierte Abschnitte einer Wirbelsäule bestehend aus 20 Einzelelementen zuzüglich einiger Rippen. Dies wurde dann im Jahr 1984 als Syntyp gewählt (Exemplarnummer CGM C.10022). Andrews hob vor allem die auffallende Größe hervor, die seiner Meinung nach alle anderen Schlangen übertraf. Darauf beruht auch der Gattungsname, der sich von den griechischen Wörtern γιγάντειος (giganteios) für „riesig“ und ὄφις (ophis) für „Schlange“ ableitet. Mit G. garstini führte er eine Art ein, deren Name sich auf William Edmund Garstin bezieht, einen hochrangigen ägyptischen Kolonialbeamten. Sie ist bis heute die einzige anerkannte Art innerhalb der Gattung. Die von Andrews knapp gehaltene Beschreibung wurde von ihm im Jahr 1906 im Rahmen seiner Monographie zu den Fossilien des Fayyum etwas erweitert und mit zusätzlichen Maßen ergänzt. Lange Zeit blieben beide Abhandlungen die die einzige verfügbare Darstellung des Originalmaterials von Gigantophis, worauf sich zahlreiche nachfolgende Studien beriefen. Erst mehr als 110 Jahre später wurde eine umfangreiche Materialvorlage erstellt.
Als nächsten Vergleich zu Gigantophis sah Andrews in seiner Erstbeschreibung die Pythons, ohne sich jedoch für eine bestimmte Verwandtschaft zu entscheiden. Nur fünf Jahre später ordnete er die Gattung den Riesenschlangen (Boidae) bei, die damals aber eine sehr weitgefasste Definition hatten und heute als Taxon ungültig sind. Erst im Jahr 1961 wurde von Robert Hoffstetter die Bezeichnung Madtsoiinae geprägt, hierbei von ihm aber als Unterfamilie der Boas betrachtet. In diese sortierte er neben Madtsoia auch Gigantophis ein. Den Familienstatus erhielt sie im Jahr 1987 durch Samuel B. McDowell. Die für die gesamte Gruppe namensgebende Gattung Madtsoia war im Jahr 1933 von George Gaylord Simpson anhand von Fossilresten aus Patagonien kreiert worden. Er erkannte die Ähnlichkeit der beiden Gattungen, betrachtete sie jedoch aufgrund der unterschiedlichen geographischen Verbreitung als getrennt. Die eindeutige Separierung von Madtsoia und Gigantophis blieb in der nachfolgenden Zeit Gegenstand der Diskussion. Hoffstetter beschrieb im gleichen Jahr, als er die Madtsoiinae definierte, zusätzliches Fundmaterial von Gigantophis aus Dor el-Talha in Libyen, der dort aufgefundene Wirbel erreichte aber nur rund zwei Drittel der Ausmaße gegenüber jenen aus dem Fayyum. Gleichzeitig wurden mehrere weitere Arten von Madtsoia eingeführt, die sich über Südamerika, Madagaskar und Südasien verteilten. Die sich daraus ergebende morphologische Vielgestaltigkeit erschwerte eine Abtrennung der beiden Gattungen voneinander. So erwies sich unter anderem die von Hoffstetter angemerkte besondere Ausprägung des Wirbelkörpers mit zusätzlichen Höckerchen bei Madtsoia als eher variabel innerhalb der verschiedenen Arten. Andere Autoren verwiesen auf die augenscheinliche Verdickung des Wirbelbogens und des dort ansetzenden Zygosphens (ein nach vorn gerichteter Fortsatz) bei Gigantophis als besonderes Kennzeichen. Dies könnte aber nach Meinung weiterer Forscher eher ein Anzeichen für sehr alte Individuen sein, da das Merkmal zwar bei den großen Funden aus dem Fayyum, nicht jedoch bei dem kleineren Wirbel aus Dor el-Talha auftritt. Ungeachtet dieser Unterscheidungsschwierigkeiten werden Madtsoia und Gigantophis in der Regel getrennt betrachtet. Es besteht allerdings auch die Überlegung, Madtsoia zumindest in Teilen mit Gigantophis zu vereinen, wobei letztere Gattung aufgrund der früheren Erstbenennung Namenspriorität hat.